# Nuits secrètes
Pour l’article homonyme, voir  Festival Les Nuits secrètes.
Pour plus de détails, voir Fiche technique et Distribution.
Nuits secrètes (Lace) est un téléfilm réalisé par William Hale en 1984, d'après le roman de Shirley Conran.   
Une suite du même nom (Lace II en version originale) fut réalisée en 1985.

## Synopsis
Ce téléfilm plonge dans la mémoire enfouie de trois amies, autrefois pensionnaires d'une école renommée en Suisse, où elles ont scellé leur secret. Mais le passé ressurgit, entraînant avec lui des questions qui vont remettre en cause l'amitié et le présent.

## Fiche technique
- Durée : 225 minutes

## Distribution
- Bess Armstrong puis Deborah Raffin (V. F. : Anne Rochant) : Judy Hale
- Brooke Adams (V. F. : Annie Balestra) : Jennifer 'Pagan' Trelawney, puis Lady Swann ('Peggy' dans la VF)
- Arielle Dombasle (V. F. : Arielle Dombasle) : Maxine Pascal, comtesse de Chazalles
- Phoebe Cates (V. F. : Séverine Morisot) : Elizabeth, dite 'Lili'
- Anthony Higgins (V. F. : Jean-Luc Kayser) : Prince Abdullah, puis Roi Abdullah
- Angela Lansbury (V. F. : Jacqueline Porel) : Hortense Boutin, la tante de Maxine
- Herbert Lom (V. F. : Jacques Ebner) : Monsieur Chardin, le directeur du pensionnat
- Anthony Quayle (V. F. : Philippe Dumat) : le docteur Geneste
- Honor Blackman (V. F. : Julia Dancourt) : Selma, 'l'associée' de Mrs. Trelawney
- Celia Gregory (V. F. : Sylvie Moreau) : la reine Serah, épouse d'Abdullah
- Christopher Cazenove (V. F. : Patrick Floersheim) : Raleigh
- François Guétary (V. F. : François Guétary) : Pierre
- James Read (V. F. : Michel Papineschi) : Daryl Webster
- Michael Fitzpatrick (V. F. : Eric Herson-Macarel)  : Nicholas Cliff, Jr
- James Faulkner (V. F. : Daniel Gall) : Charles Chazelle
- Terence Rigby (V. F. : Serge Sauvion) : Jo Stiarkoz
- Ginette Garcin : Madame Chardin, la directrice du pensionnat
- Sylvie Herbert : Angelina Dassin, la mère adoptive de Lili
- Féodor Atkine : Félix Dassin, le père adoptif de Lili
- Dominique Blanc : Thérésa
- Jenny Clève : la secrétaire médicale du docteur Geneste
- Elisabeth Kaza : l'infirmière avorteuse
- Mike McKenzie : la chanteuse au pub new-yorkais
- Chantal Neuwirth : une femme devant Notre-Dame
- Patricia Pierangeli : une touriste américaine
- Nancy Roberts : une invitée au lancement de la revue
- Rachel Salik : la patronne du clandé
- Katia Tchenko : la secrétaire du comte de Chazalles
- Henri Garcin : l'employé de banque
- François Guétary: Pierre Boursal, le joueur de hockey
- Simon de La Brosse : Alexandre de Chazalles, fils de Maxine
- Pierre Olaf : Serge, le photographe
- Stéphane Bonnet : Gérard
- Jacques Maury : le détective privé
- Jacques Herlin : le prêtre
- Jacques David : le médecin avorteur
- Alan Rossett : le touriste américain
- Roger Lumont : un homme devant Notre-Dame
- Servane Ducorps : Lili à 6 ans
- Trevor Eve : Tom Schwartz
- Leigh Lawson : le comte Charles de Chazalles, époux de Maxine
- Nickolas Grace : Sir Christopher Swann, époux de 'Pagan'
- Simon Chandler : Nicolas 'Nick' Cliffe, le jeune banquier
- Jonathan Hyde : Paul, le chauffeur et amant de M. Chardin
- Terence Rigby : Joe Starkos, le transporteur de pétrole
- Annette Badland : Piggy Fassbinder, la pensionnaire obèse et délatrice
- June Brown : Mrs. Trelowney, la mère de 'Pagan'
- Richenda Carey : Mrs. Hale, la mère de Judy
- Bruce Boa : Mr. Hale, le père de Judy
- Michael Moor : l'aide de camp d'Abdullah
- Kate Harper : la secrétaire de Lili
- Laura Koffler : la jeune pensionnaire au réfectoire
- Carolyn Pickles : Muscle Templeton
- Nicolas Chagrin : le réalisateur
- Trevor Thomas : le lieutenant
- Frank Middlemass : le vieux roi de Sidon, père d'Abdullah
- John Abineri : l'oncle Harold, frère de Mrs. Trelowney
- Jerzy Rogulski : l'oncle Karl, frère de Félix
- Stefan Kalipha (en) : Amoud
- William Hope : Francis